# Abdalaati Iguider
Abdalaati Iguider (n. 25 martie 1987, Er Rachidia, Drâa-Tafilalet⁠(d), Maroc) este un semifondist ce a reprezentat Maroc, medaliat olimpic. A participat la 3 ediții ale Jocurilor Olimpice (2008, 2012, 2016) în care a câștigat o medalie de bronz în proba de 1500 de metri. În anul 2012 a devenit campion mondial în sală.

## Palmares
| An   | Competiție                     | Locație                    | Loc | Eveniment | Note     |
| ---- | ------------------------------ | -------------------------- | --- | --------- | -------- |
| 2004 | Campionatul Mondial de Juniori | Grosseto, Italia           | 1   | 1500 m    | 3:35,94  |
| 2006 | Campionatul Mondial de Juniori | Beijing, China             | 2   | 1500 m    | 3:40,73  |
| 2007 | Campionatul Mondial            | Osaka, Japonia             | 29  | 1500 m    | 3:43,25  |
| 2008 | Jocurile Olimpice              | Beijing, China             | 5   | 1500 m    | 3:34,66  |
| 2009 | Campionatul Mondial            | Berlin, Germania           | 11  | 1500 m    | 3:38,35  |
| 2010 | Campionatul Mondial în sală    | Doha, Qatar                | 2   | 1500 m    | 3:41,96  |
| 2011 | Campionatul Mondial            | Daegu, Coreea de Sud       | 5   | 1500 m    | 3:36,56  |
| 2012 | Campionatul Mondial în sală    | Istanbul, Turcia           | 1   | 1500 m    | 3:45,21  |
| 2012 | Jocurile Olimpice              | Londra, Marea Britanie     | 3   | 1500 m    | 3:35,13  |
| 2012 | Jocurile Olimpice              | Londra, Marea Britanie     | 6   | 5000 m    | 13:44,19 |
| 2013 | Campionatul Mondial            | Moscova, Rusia             | 21  | 1500 m    | 3:44,36  |
| 2015 | Campionatul Mondial            | Beijing, China             | 3   | 1500 m    | 3:34,67  |
| 2016 | Campionatul Mondial în sală    | Portland, Statele Unite    | 4   | 3000 m    | 7:58,04  |
| 2016 | Jocurile Olimpice              | Rio de Janeiro, Brazilia   | 5   | 1500 m    | 3:50,58  |
| 2017 | Campionatul Mondial            | Londra, Marea Britanie     | 17  | 1500 m    | 3:40,76  |
| 2018 | Campionatul Mondial în sală    | Birmingham, Marea Britanie | 3   | 1500 m    | 3:58,43  |
| 2018 | Campionatul African            | Asaba, Nigeria             | 5   | 1500 m    | 3:39,20  |
| 2019 | Jocurile Africane              | Rabat, Maroc               | 4   | 1500 m    | 3:38,59  |
| 2019 | Campionatul Mondial            | Doha, Qatar                | 12  | 1500 m    | 3:42,23  |

## Legături externe
- Materiale media legate de Abdalaati Iguider la Wikimedia Commons
- en Abdalaati Iguider la World Athletics
- en Abdalaati Iguider la Olympedia.org